# Shaun Bartlett
Shaun Bartlett (Fokváros, 1972. október 31. –), Dél-afrikai válogatott labdarúgó.
A Dél-afrikai Köztársaság válogatott tagjaként részt vett az 1998-as világbajnokságon, az 1996-os, a 2000-es és a 2002-es afrikai nemzetek kupáján.

## Sikerei, díjai
FC Zürich
- Svájci kupagyőztes (1): 2000

Dél-Afrika
- Afrikai nemzetek kupája győztes (1): 1996

Egyéni
- Az Afrikai nemzetek kupája gólkirálya (1): 2000 (5 gól)